# ایوتا (مینه‌سوتا)
ایوتا، مینه‌سوتا (به انگلیسی: Eyota, Minnesota) یک شهر در ایالات متحده آمریکا است که در شهرستان اولمستد، مینه‌سوتا واقع شده‌است.

## خصوصیات
ایوتا ۴٫۳۸ کیلومترمربع مساحت و ۱٬۹۷۷ نفر جمعیت دارد و ۳۷۸ متر بالاتر از سطح دریا واقع شده‌است.